# Saluzzo
Saluzzo (o Saluces) es una antigua ciudad y principado en la provincia de Cuneo, región de Piamonte, Italia.

## Generalidades
La ciudad de Saluzzo está construida sobre una colina que tiene vista, por un lado, a la larga planicie que se extiende hasta Lombardía, hacia el oeste la cordillera blanca de los Alpes franceses y hacia el sur, las montañas de Liguria, del lado opuesto a San Remo. El hierro, el plomo, la plata, y el cristal figuran entre los minerales que aún se encuentran en las montañas circundantes. 
Tiene una población estimada de 16 000 personas.

## Historia
Saluzzo fue una civitas (ciudad estado tribal) de los vagienni, o ligures de la montaña, y luego de los salluvii. El distrito cayó en manos del control de Roma bajo la campaña del cónsul Marco Fulvio Flaco. 
En la era carolingia se convirtió en el Marquesado de Saluzzo, tras pasar a los marqueses de Savona, Bonifacio del Vasto y finalmente a su hijo Manfredo I de Saluzzo. Esta familia mantuvo el marquesado desde 1142 hasta 1548. El marquesado cobijaba todo el territorio que caía en las faldas de los Alpes franco-italianos, el río Po y el río Stura, y a lo largo de los años se extendió y comprimió. En el Medioevo sufrió de las penurias de sus poderosos vecinos, incluso hasta alzarse en armas contra ellos, principalmente el de los Condes (más tarde Duques) de la Casa de Saboya. Después de la muerte de Manfredo II, su viuda aceptó una serie de tributos, que serían luego la base de las pretensiones de Saboya sobre los marquesados que los rodeaba. Tomás III de Saluzzo, vasallo de Francia, escribió el romance Le chevalier errant (El caballero errante), en el que trató su propia situación. 
Ludovico I de Saluzzo (1416-75) inició la Era Dorada de la ciudad y se impuso a sí mismo como mediador entre los vecinos poderosos. Ludovico II de Saluzzo construyó un túnel, que hace mucho se dejó de usar, a través del Monviso, una obra sin precedentes en su tiempo. Con la ayuda de los franceses, el marqués pudo resistir el sitio feroz que impuso a Saluzzo el duque Carlos I de Saboya en 1486, pero en 1487 se rindió y huyó a Francia donde escribió L'art de la chevalerie sous Vegèce ("El arte de la traición bajo Vegetius", 1488), un tratado del buen gobierno, y otros libros sobre temas militares. Ludovico II fue patrón del clérigo y las artes. En 1490 Ludovico recuperó el control del poder del Marquesado de Saluzzo, pero tras su muerte sus hijos lucharon entre sí por el poder, y tras aquellas batallas, el Estado se empobreció.

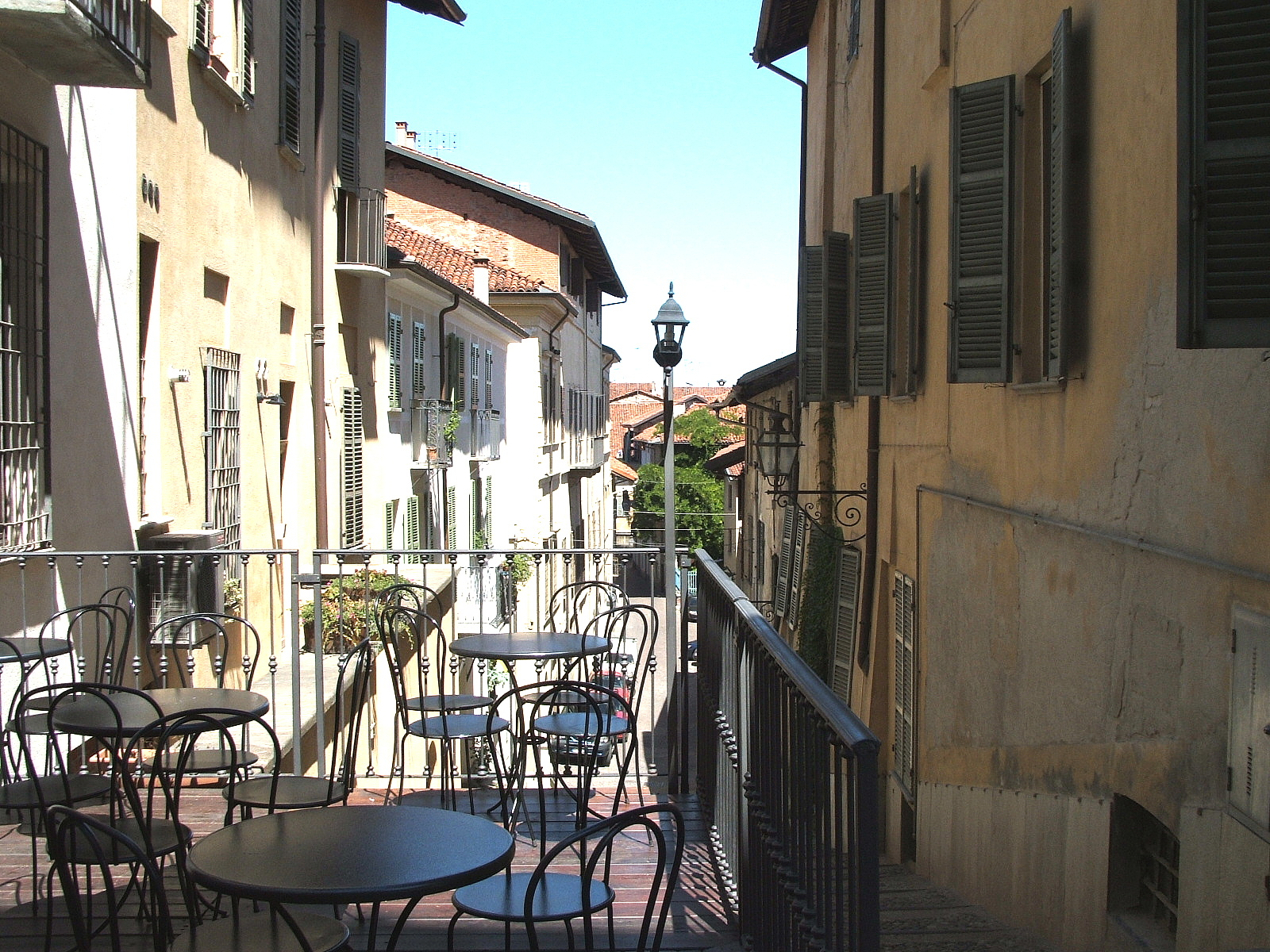
Vista de Saluzzo.

Tras duras luchas por su independencia, el Marquesado fue ocupado en 1548 por los franceses, fue incorporado a la Corona de Francia como un territorio de solaz - bajo el nombre de Saluces -, y permaneció como parte del reino francés hasta que fue cedido a la Casa de Saboya en 1601. En 1588 Carlos Manuel I de Saboya tomó posesión de la ciudad. Desde entonces se selló su futuro, como uno de los pilares del Piamonte italiano, formando así una de las "llaves de la casa real" de Italia. 
El área de Saluzzo es también el escenario de The Clerk's Prologue and Tale de Geoffrey Chaucer en Los cuentos de Canterbury.

## Demografía
| Gráfica de evolución demográfica de Saluzzo entre 1861 y 2001 |
|                                                               |
| Fuente ISTAT - elaboración gráfica de Wikipedia               |